# پیتر هدون
پیتر هَـدون (انگلیسی: Peter Haddon؛ ‏ ۳۱ مارس ۱۸۹۸ – ۷ سپتامبر ۱۹۶۲) بازیگر اهل بریتانیا بود.
از فیلم‌هایی که وی در آن‌ها نقش داشته‌است، می‌توان به بابات کیه؟ و مولن روژ اشاره نمود.